# Bondarvsvallsberget
Bondarvsvallsberget är ett naturreservat i Ljusdals kommun i Gävleborgs län.
Området är naturskyddat sedan 1995 och är 17 hektar stort. Reservatet består av granskog och en mindre myr. 